# Plus ultra

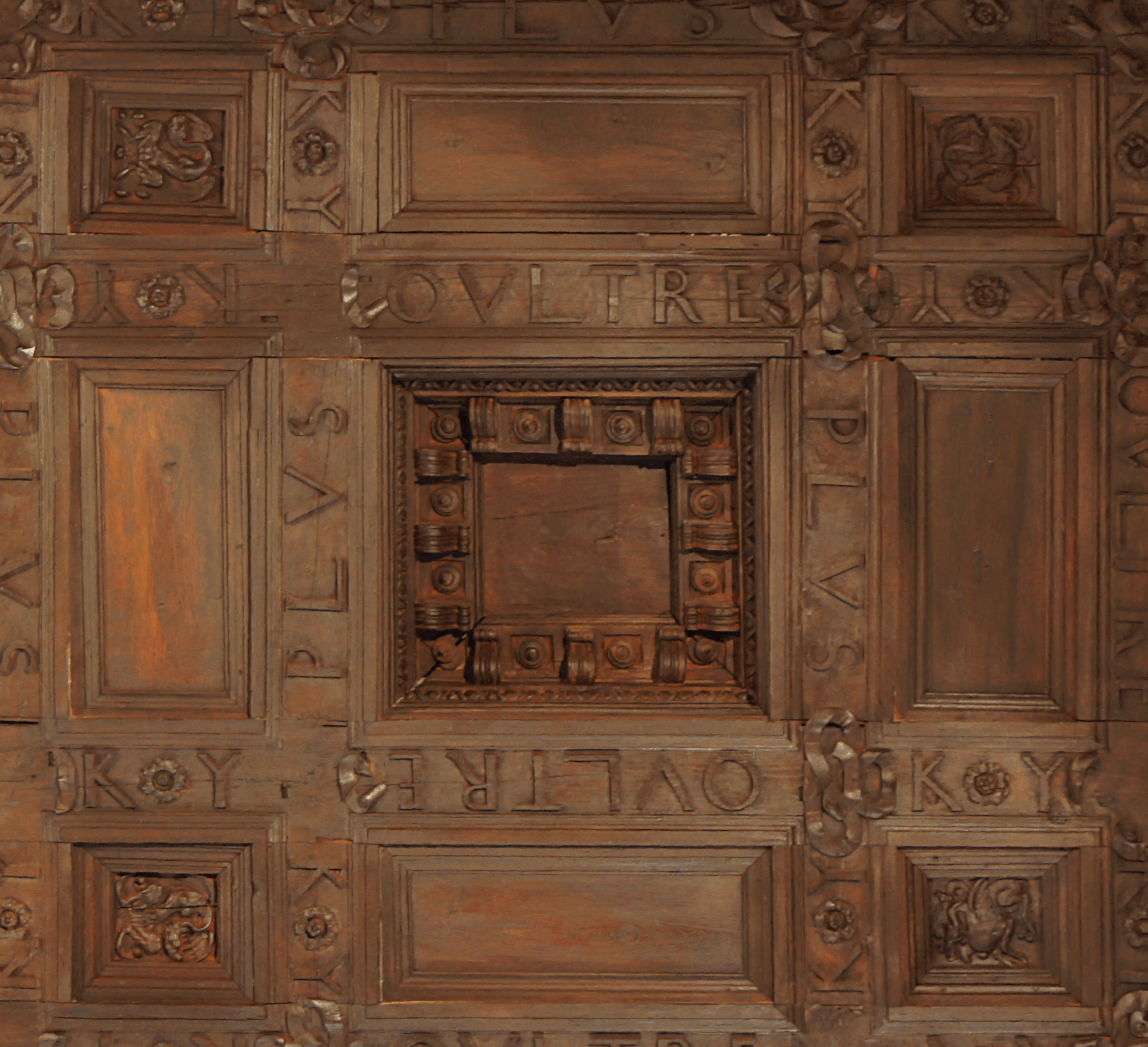
Plafond à caisson du palais de Charles Quint à Grenade portant la devise « » associée aux initiales K(arolus) et Y(sabel).

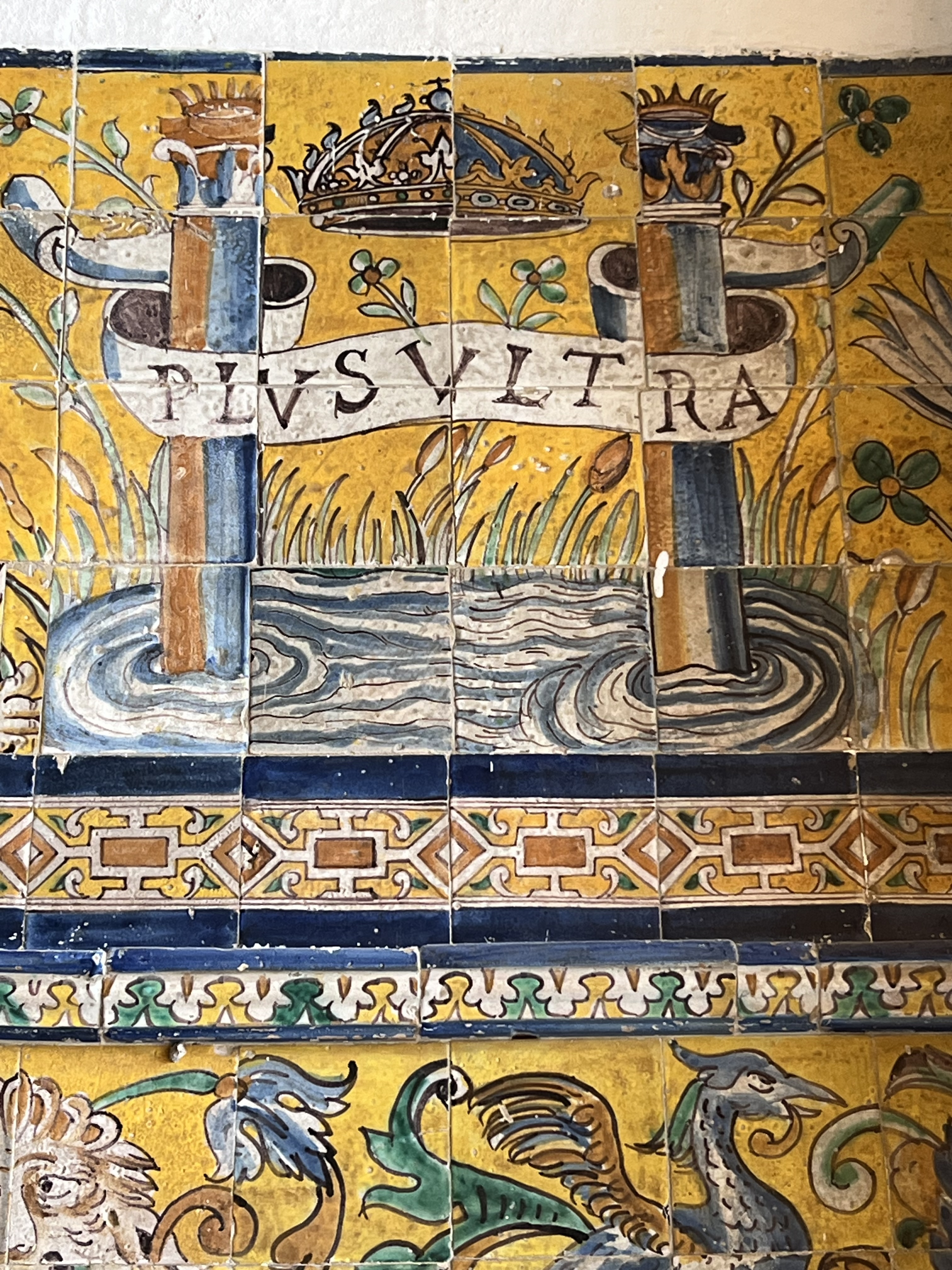
Devise de Charles-Quint sur les céramiques lambrissant les murs des couloirs de l'Alcazar de Séville.

Cet article concerne la devise latine. Pour la compagnie aérienne, voir Plus Ultra Líneas Aéreas.
Plus ultra (en français : plus loin) est la devise nationale de l'Espagne. Il s'agit de la version latine de la devise plus oultre, adoptée par l'empereur Charles Quint du Saint-Empire au début du XVIe siècle. Elle est répétée inlassablement sur les murs des couloirs de l'Alcazar de Séville.

## Origine
Elle est très souvent associée à l'image des colonnes d'Hercule. L'ensemble formait une formule emblématique appelée devise ou impresa, qui désignait à cette époque l'association d'une figure et d'une sentence. Ce type de formule était particulièrement en vogue à la fin du Moyen Âge et à la Renaissance. L'association a perdu en nécessité par la suite, si bien que la sentence « plus ultra » s'est autonomisée et parfois séparée de l'image des colonnes.
La devise a été inspirée par le médecin Luigi Marliani qui utilisa longuement la comparaison herculéenne pour désigner le jeune prince lors des festivités donnée pour son émancipation et sa proclamation comme duc de Bourgogne, en 1516. Elle fut notamment au cœur du sermon que le milanais fit aux chevaliers de l'ordre de la Toison d'or lors de leur réunion à Bruxelles cette année-là. Charles-Quint l'adopta et en fit un élément majeur de son emblématique personnelle. Elle figure ainsi sculptée sur les solives du plafond de son palais grenadin et fut utilisée comme nom d'office par plusieurs hérauts d'armes impériaux.

## Signification

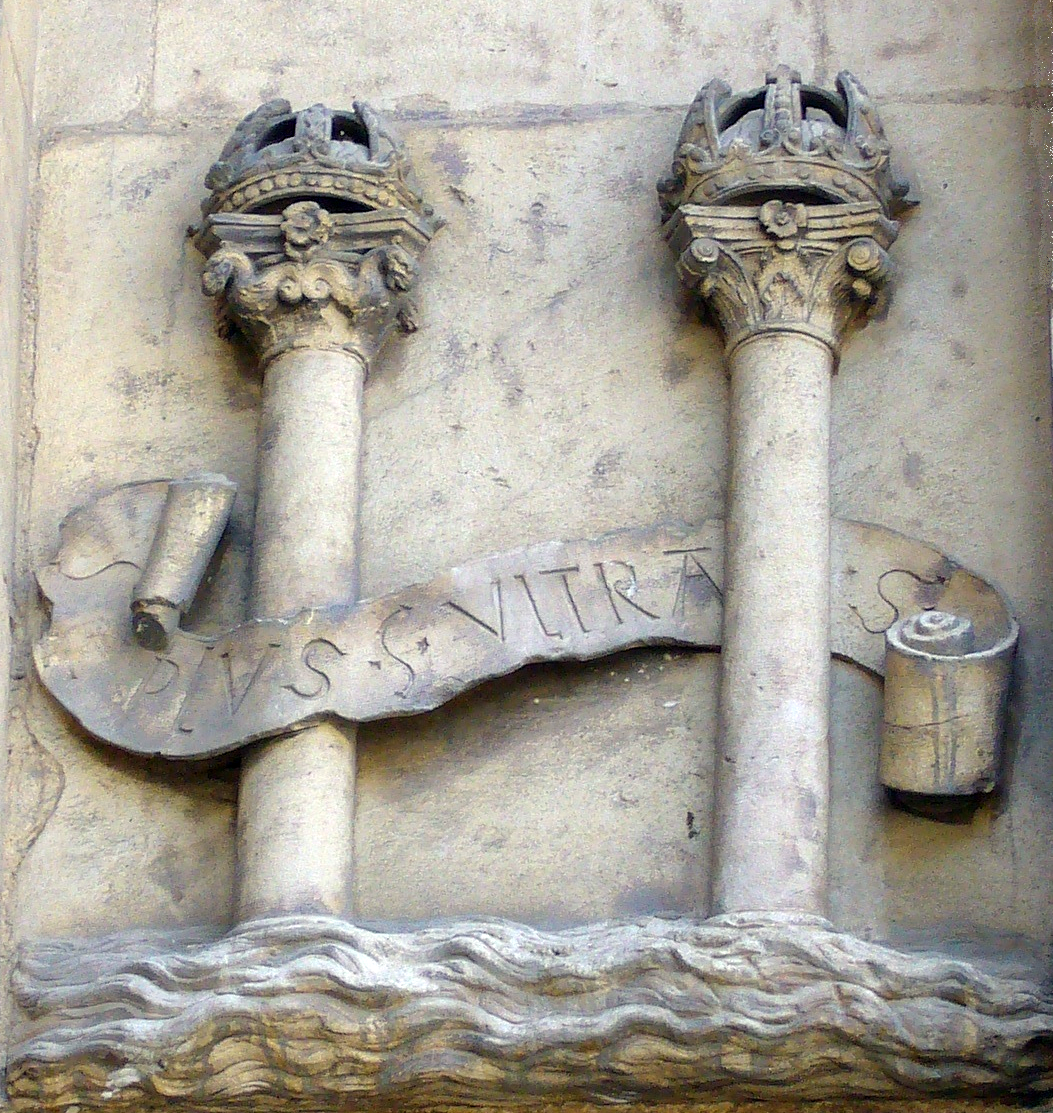
Relief de l'hôtel de ville de Séville portant la devise de Charles-Quint

Le sens de la devise a été longuement discuté. Le sens le plus couramment mentionné est géographique, la locution latine Nec Plus Ultra signifiant « il n'y a rien au-delà », et les colonnes d'Hercule, nom donné par les Grecs anciens au détroit de Gibraltar, formant la fin du monde connu dans l'Antiquité. Charles Quint était en effet le souverain des Espagnes et de leurs immenses colonies américaines. Elle aurait alors désigné la vocation universelle d'un empire s'étendant de part et d'autre de l'océan Atlantique. Ce fut indubitablement le sens principal de la devise dans les siècles qui suivirent. La monarchie espagnole qui l'utilisa abondamment jusqu'à nos jours se définissait en effet à l'époque comme un empire sur lequel le soleil ne se couche jamais.
En 1516, cependant, l'empire américain n'était qu'une réalité lointaine et mal connue. Il est très peu probable qu'un prince de culture franco-bourguignonne, largement ignorant de la situation hispanique comme Charles ait désiré faire de colonies américaines alors réduites (elles se limitaient en 1516 aux Antilles), l'élément principal de son emblématique. L'hypothèse la plus probable est davantage métaphorique. La devise aux colonnes aurait été une invitation au dépassement des plus grands et plus vaillants combattants du passé. Mieux qu'Hercule, bravant les confins du monde au-delà desquels plus rien n'existe, le jeune duc de Bourgogne devait aller « plus oultre », dépasser les limites du faisable et du concevable. Elle prend ainsi un sens profondément chevaleresque.

## Diffusion
Cette version primitive de la devise, associant les colonnes et le mot « plus oultre » évolua quelque peu par la suite. Charles régnant sur une bonne partie de l'Europe, la phrase fut traduite en plusieurs langues et la version latine s'imposa hors des Flandres, région d'origine de l'empereur. Charles-Quint fut par la suite considéré comme la figure fondatrice de la monarchie des Habsbourg en Espagne et son emblématique, en particulier la devise aux colonnes, s'imposa comme emblématique nationale du pays.
Elle figure sur les réaux espagnols, pièces en argent frappées au XVIIIe siècle : celle de 8 réaux, la plus populaire, était appelée Pièce de huit (par les américains « Spanish dollar »), elle circula partout dans le monde. Sur l'une des faces du réal, la devise Plus ultra, inscrite sur les colonnes d'Hercule était associée à la devise latine Utra que unum (« les deux ne forment qu'un »), renvoyant aux deux parties du monde, l'ancien et le nouveau, désormais unifié par l'Espagne.
De nos jours, la phrase figure sur les armoiries de l'Espagne, inscrite sur un listel enroulé autour des colonnes d'Hercule couronnées.

## Autres utilisations

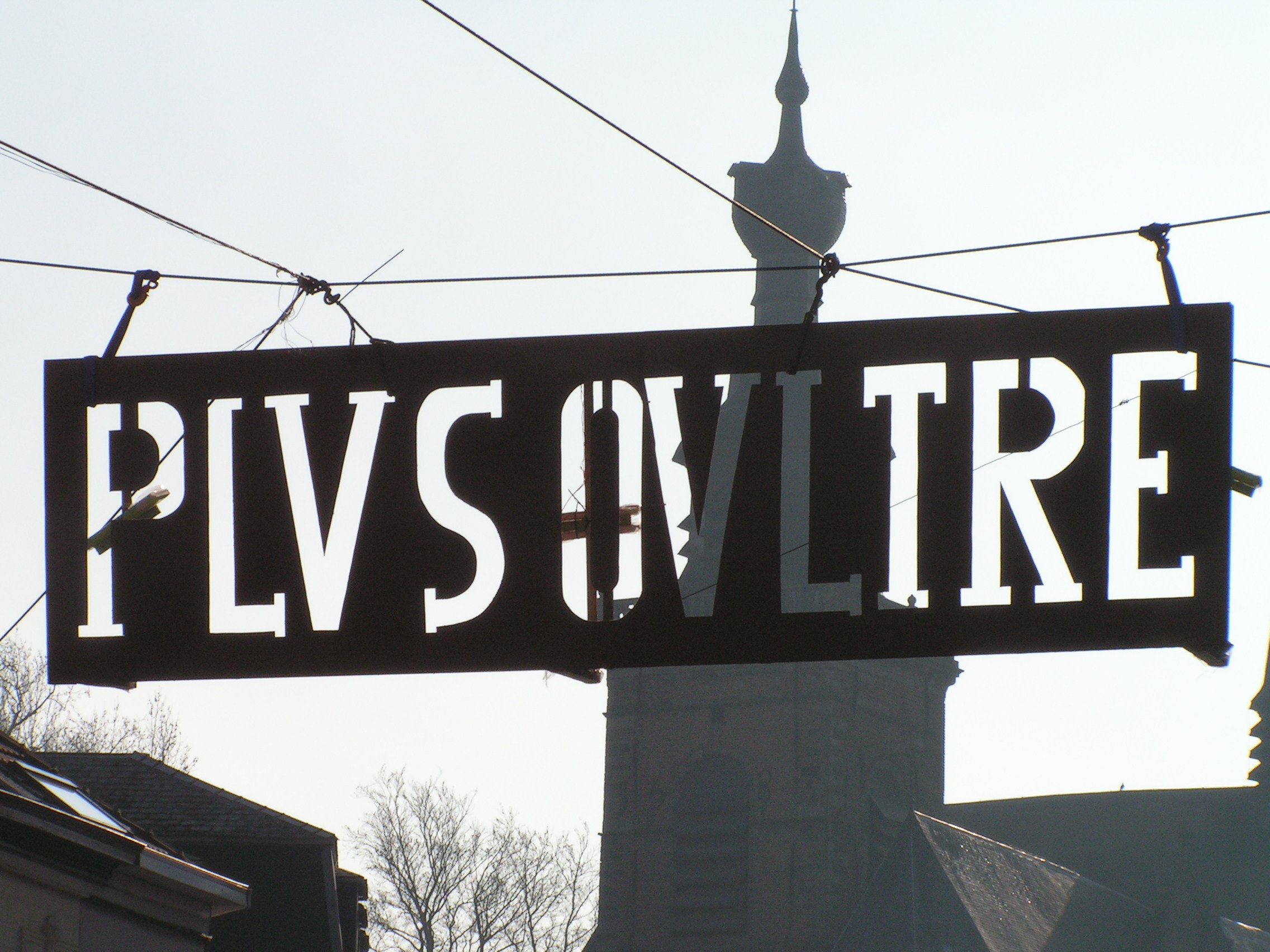
Devise de la ville de Binche en Belgique.

Cette devise est aussi la devise de :
- la ville de Binche, en Belgique (Plus Oultre) ;
- la ville et l'État de Veracruz, au Mexique ;
- le 1er escadron du 1er régiment de hussards parachutistes (Toujours Plus Oultre) ;
- le Jurong Junior College à Singapour ;
- la Malden Catholic High School dans le Massachusetts ;
- le Newstead Girls College au Sri Lanka ;
- la marine militaire de Colombie ;
- Plus Ultra était aussi le nom de l'aéroplane dans lequel Ramón Franco réalisa un vol transatlantique en 1926 ;
- Plus Ultra est aussi la devise du lycée Yuei dans la série animée japonaise Boku No Hero Academia ou My Hero Academia ;
- Il est possible que l'ensemble formé par les deux colonnes et le ruban de parchemin soit à l'origine du symbole $ (dollar) ;
- Plus Ultra est un Atelier Maçonnique du Rite Ecossais Ancien et Accepté, enregistré sous le numéro 452 à la grande loge de France

La brigade Plus Ultra fut une brigade formée par des pays hispanophones — Espagne, République dominicaine, Nicaragua, Honduras, et Salvador — et engagée dans la guerre en Irak.